# Tartomány
A tartomány általános értelemben egy  közigazgatási területi egység elnevezése, amelynek tartalma országonként eltérő lehet. A tartomány – általában – egy ország vagy birodalom nagyobb területi egységeinek a neve. A tartomány múltja vagy etnikai jellemzői miatt elkülönülő egység. Lehet  kizárólag a központi igazgatás területi egysége, illetve rendelkezhet szűkebb vagy kiterjedtebb önkormányzattal.

## A szó eredete
A tartomány a latin „provincia” magyar megfelelője. Számos európai nyelvben kisebb-nagyobb változtatással a latin szót használják.

## A szó használata a magyar történelemben
Az örökös tartományok (németül Erbländer) olyan tartományok voltak, amelyekben az uralkodó öröklés jogán és nem választás alapján uralkodott. A magyar rendi alkotmány fennmaradása miatt a Habsburgok osztrák tartományait nevezték így (Ausztria, Stájerország, Karintia, Krajna, Tirol és Vorarlberg).
Tágabb értelemben örökös tartományoknak nevezték az 1620. évi fehérhegyi csata után a rendi önállóságától megfosztott Csehországot és Morvaországot is.

## Külföldön
Magyarul – hagyományosan, ám pontatlanul – tartománynak nevezik Németország és Ausztria szövetségi államait, ezeket Németországban országnak (Land), Ausztriában szövetségi országnak (Bundesland) nevezik. Németországban korábban valóban léteztek tartományok (Provinz), ezek azonban Poroszország legnagyobb közigazgatási egységei voltak, és Poroszország megszűnésével eltűntek.
Európa alábbi országaiban vannak jelenleg tartományok:
- Belgium (NUTS 2)
- Hollandia (NUTS 2)
- Olaszország (NUTS 3)
- Szerbia
- Spanyolország (NUTS 3)
- Svédország